# 南ナトゥナ諸島
南ナトゥナ諸島（インドネシア語: Natuna Selatan）は南シナ海のナトゥナ諸島の南東、ボルネオ島西部の北西に位置している諸島。地理的にはボルネオ島西部北西に散在するトゥジュ諸島の一部であり、行政的にはインドネシアリアウ諸島州ナトゥナ県に属している。
諸島は数100mにわたって広がっており、主な島は大スビ島、小スビ島、バカウ島（Bakau）、パンジャン島（Panjang）、セラサン島（Serasan）などである。アピ海峡（Api Passage）でボルネオ島と分かたれており、パンジャン島周辺より北とセラサン島周辺の島の間にはセラサン海峡が通っている。